# 有馬街道

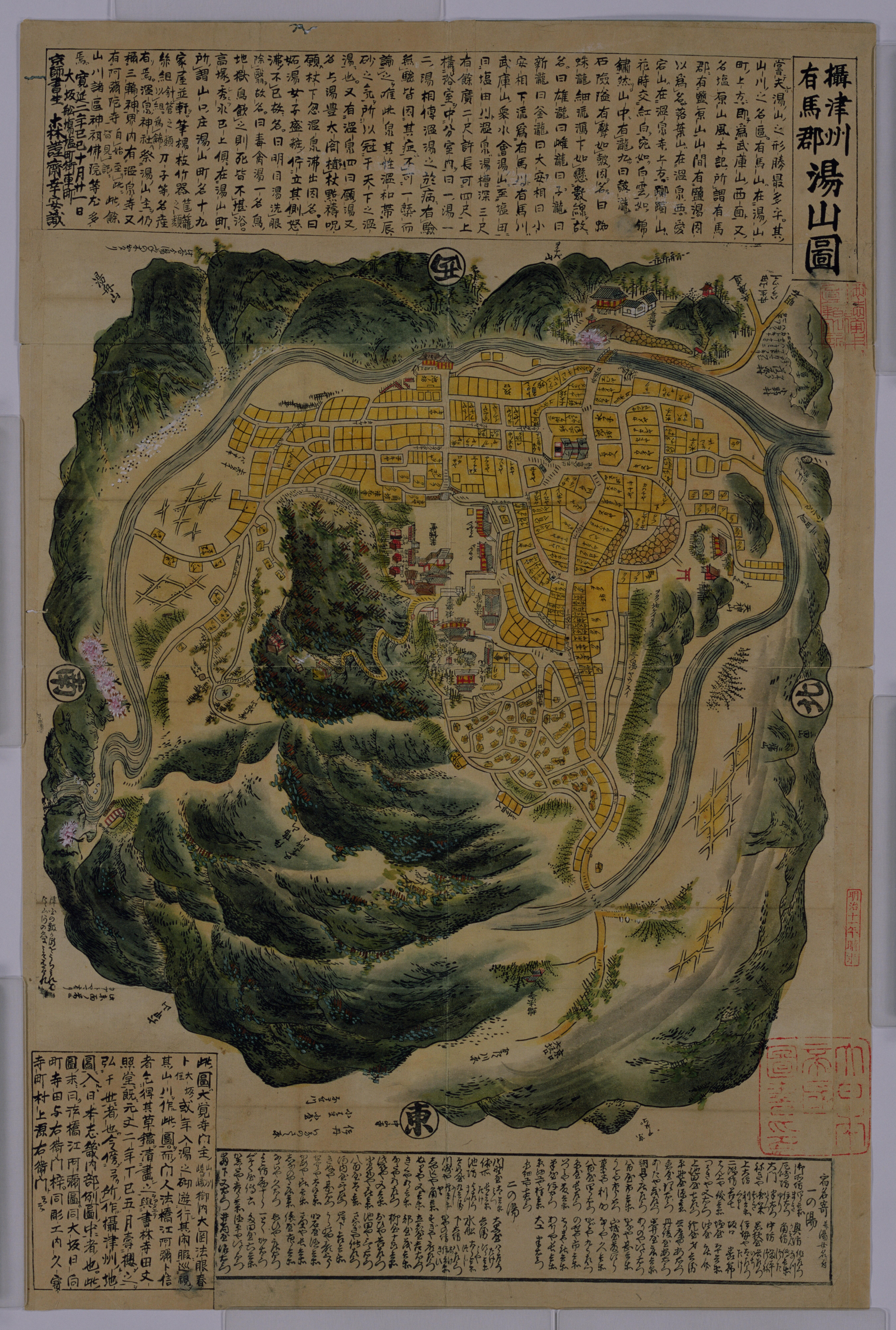
摂津州有馬郡湯山図（『日本輿地図』国立公文書館デジタルアーカイブより）

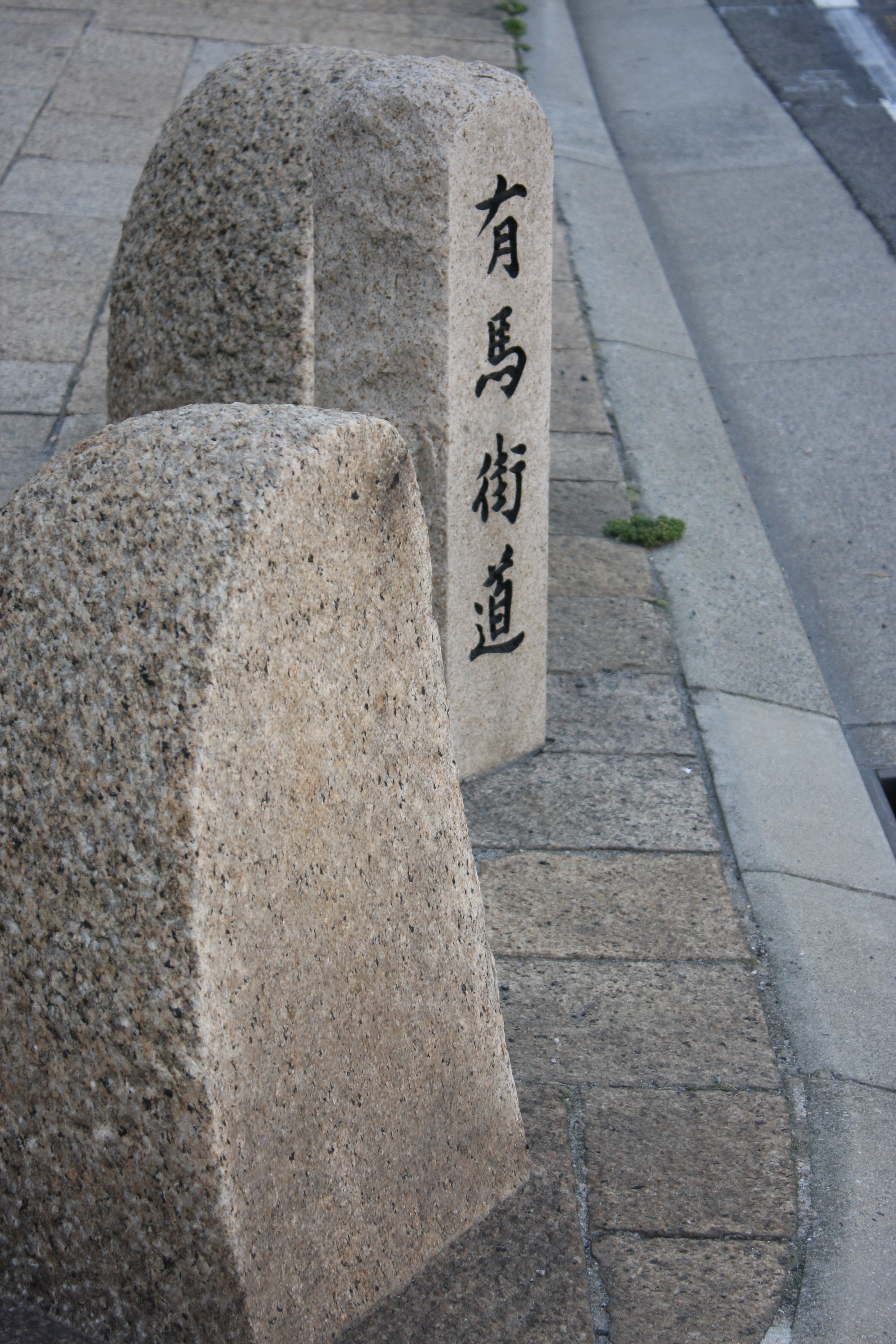
有馬街道　平野交差点付近

有馬街道（ありまかいどう）は、大阪や神戸から有馬温泉に至る街道の名称である。歴史的には都であった飛鳥、難波宮、平安京や大都市の大阪から有馬温泉へ向かう道を指すことが多かったが、現在では兵庫県道15号神戸三田線の別称として使用される。有馬道（ありまどう、ありまみち）ともいわれる。

## 概要
「有馬街道」「有馬道」と呼ばれた道は歴史的に以下の五本のルートがあった。
1. 神崎（尼崎市） - 伊丹（伊丹市） - 小浜（宝塚市） - 生瀬（西宮市） - 有馬温泉。
別名「湯山（湯乃山）街道（ゆのやまかいどう）」。
このルートは最も歴史が古く、有馬温泉へ行く天皇や貴族、武家が往来したとされる道。大阪の難波宮が起点だとする説もある。兵庫県道41号大阪伊丹線のごく一部（園田支所前交差点から猪名寺交差点まで）は旧街道がほぼそのまま舗装された区間である。伊丹を通る本道の少し西に神崎から小浜を直接結ぶルートがあり、江戸時代の石標が残っている[注釈 2]。
2. 瀬川（箕面市） - 小浜（宝塚市） - 生瀬（西宮市） - 有馬温泉。
京都からの道筋である西国街道から箕面市の瀬川宿の西で分岐し、宝塚市の南部を通って小浜で1.のルートに合流する道も有馬街道（有馬道）と呼ばれていた[1][2]。また、羽柴秀吉が三木城を攻める（三木合戦）折に、この街道を有馬温泉から三木まで延長整備したことにより、姫路から京都への最短ルートとして利用されるようになり、姫路 - 有馬温泉間も「有馬街道」もしくは「湯山街道」と呼ばれていた。なお、「湯山（ゆのやま）」とは有馬温泉の別名で、有馬温泉の場所が摂津国有馬郡湯山村であったことに由来する。
3. 深江（神戸市東灘区） - 雨ヶ峠（六甲山） - 本庄橋（六甲山・廃橋） - 一軒茶屋付近（六甲山最高峰東脇） - 有馬温泉。
別名「魚屋道（ととやみち）」。
魚問屋が有馬温泉の宿に魚を卸す際に1.の湯山街道を経由して運搬すると、時間がかかるのと継立による運搬費用がかさむ為、六甲山を越えるルートで魚を運ぶようになり、道が出来たとされる。阪神電車深江駅の南東側にある大日霊女神社[3]から西国浜街道と分岐している。神戸市の道路行政上では、南方から大日霊女神社西を南北に通る神戸市道本庄本山線[4]が北北西に市街地内を数次の道路乗り換えを経て、神戸市道東灘里161号線（この辺は既に山道）、神戸市道東灘里156号線となり、後述の神戸市道有馬住吉線に突き当たる形となっている。
4. 住吉（神戸市東灘区） - 住吉道（六甲山） - 本庄橋（六甲山・廃橋） - 魚屋道（六甲山） - 一軒茶屋付近（六甲山最高峰東脇） - 有馬温泉。
現在の神戸市道有馬住吉線(1993年までは兵庫県道328号山口住吉線の一部)で、別名「住吉道・魚屋道（ととやみち）」。
本住吉神社境内東隣の南北に走る道の東南に「有馬道」の石碑があり、本住吉神社境内南東の交差点で本住吉神社境内の南に接し東西に走る西国街道本街道（現国道2号）と交差し、すぐ南方で本住吉神社参道と合流、南方の西国街道浜街道（現国道43号）に突き当たる。北側は住吉谷沿いの住吉道を六甲山頂方向に遡り、本庄橋（廃橋）付近で魚屋道に合流する。東海道本線住吉駅営業開始以後、阪鶴鉄道（現福知山線）や、神戸有馬電気鉄道（現神戸電鉄）経由が便利になるまで、有馬温泉客の主要往還ルートとなった。神戸市の道路行政上では、ほぼ全線が神戸市道有馬住吉線であり、そこから前述の神戸市道東灘里156号線（魚屋道の一部）が分岐する扱いになっている[5]。なお、この道と阪急電鉄神戸本線との交差箇所にある有馬道踏切付近は鉄道有名撮影地とされている。
5. 平野（神戸市兵庫区） - 天王谷 - 山田（神戸市北区） - 唐櫃（有馬口） - 道場（神戸市北区） - 三田（三田市）。
現在の兵庫県道15号神戸三田線。（神戸市兵庫区～神戸市北区皆森交差点間は国道428号と重複）
明治7年（1874年）に、「天王谷越え」と呼ばれていた山道を、有馬郡役所があった三田まで整備した道。

現在、最も交通量の多い「有馬街道」は5.のルートで、国道28号と国道428号が分岐する神戸市中央区の有馬道交差点から国道176号と合流する神戸市北区の日下部交差点までの区間を指すのが一般的である。地図によっては、有馬口交差点を右折して有馬温泉を通り、1.のルートである旧・湯山街道の兵庫県道51号宝塚唐櫃線が国道176号と合流する西宮市の大多田橋交差点までを「有馬街道」としているものもある。また、1.や2.や3.や4.の街道沿いであった地域では、現在でも一部を「有馬街道」もしくは「有馬道」と呼んでいる場合もある。3.4.のルートは、現在主としてハイキングコースとなっている。

## 歴史

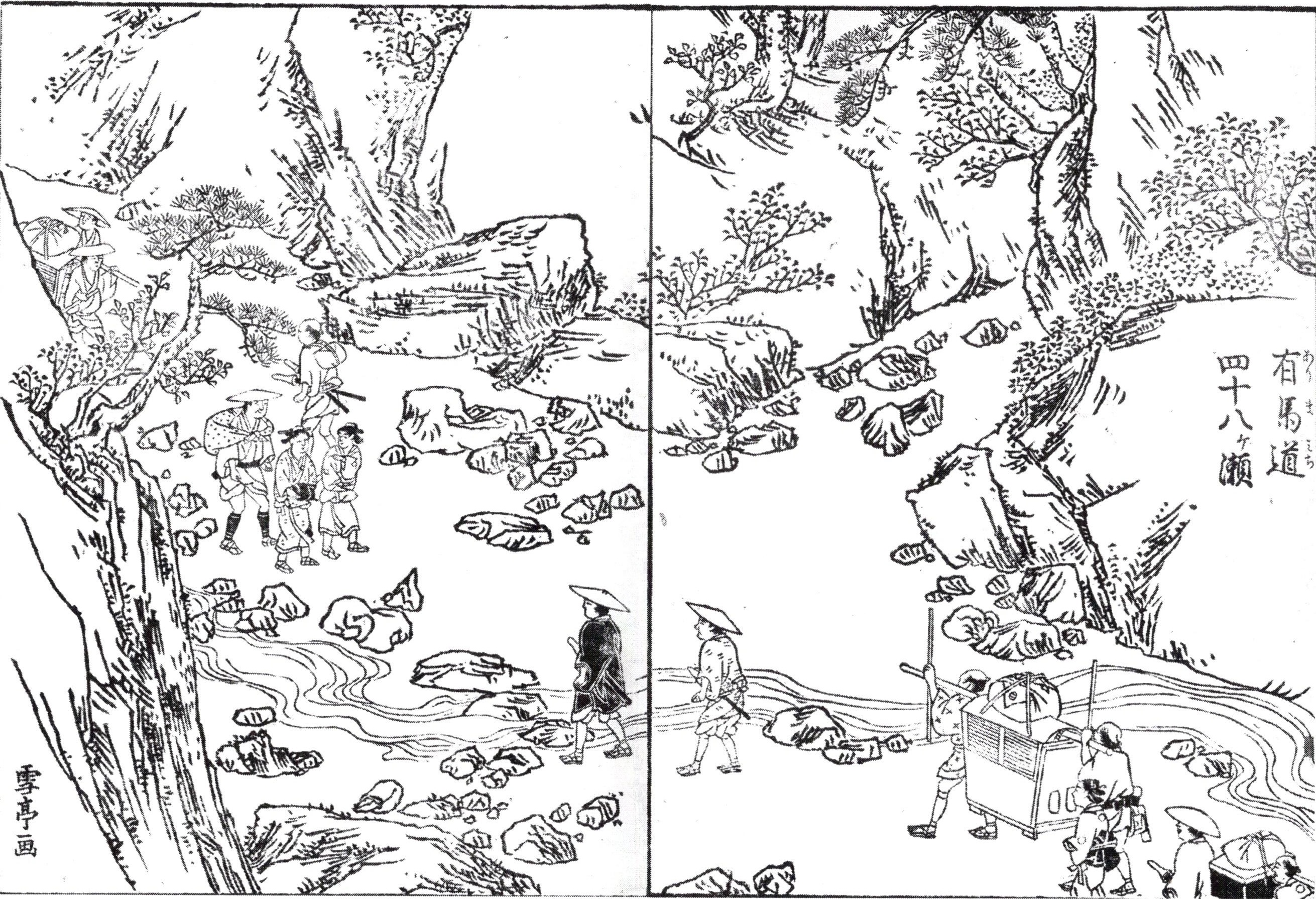
1796年発行の摂津名所図会の挿絵に書かれた有馬道四十八ケ瀬

有馬温泉への入湯の記録は、古くは7世紀の中頃舒明天皇と孝徳天皇が有馬を訪れたことが日本書紀に記されている。当時都のあった飛鳥や難波宮から有馬へ向かう道は、神崎から北西に向かい生瀬から船坂を越えてゆくコースが多く利用された。このルートの途中で武庫川を渡る生瀬には13世紀には橋が架けられ、橋のたもとに浄橋寺が1241年（仁治2年）に建立された。生瀬から船坂へ向かう道は大多田川（摂津名所図会では小多々渓（おたたかわ）と表記される）の渓流に沿って流れを何度も左右に渡りながら登ってゆくため、「四十八ヶ瀬」と呼ばれる難所であった。

### 江戸時代
江戸時代の宿駅制では、幕府が定めた宿駅は公用の書状や荷物を次の宿まで送る（継立て）責任を負うが、見返りとして近在の運輸業について独占的な権利を持っていた。有馬へ向かう道もこのルールに従って運用されていた。
有馬に向かう街道については1606年（慶長11年）に片桐且元が触れだした「摂州之内駄賃馬荷附之所」
で、摂津国内の荷物の継立て場を「山崎」「郡山（現在茨木市）」「小濱（現在宝塚市）」のほか「尼崎」「西宮」「兵庫」「生瀬」「有馬」の8か所を指定した記述がある。このうち郡山から小濱-生瀬-有馬を通るルートは上記2.に相当する古くからある有馬街道であり、有馬から先へは播磨国の淡河や三木を通ってさらに西へ続く街道で、当時海岸沿いに尼崎-西宮-兵庫を通る街道と並んで京都から西国へ向かう主街道であった（慶長国絵図より）。
伊丹は大阪から有馬に向かう途中にあり、1589年（天正17年）の豊臣秀吉の有馬入湯の際にも人馬の継立てを行い、1617年（元和3年）には諸国巡見使村上三右衛門が伊丹に宿泊し継立を行った。そこで伊丹村では幕府に対し、これまでの継立の来歴を述べ「今後も継立に協力するので正式に宿駅として認め近郷の輸送の特権を頂きたい」旨を申し出て1617年に認められている。これによって大阪から伊丹・小濱を通って有馬へ向かう上記1.の道筋が確立された。

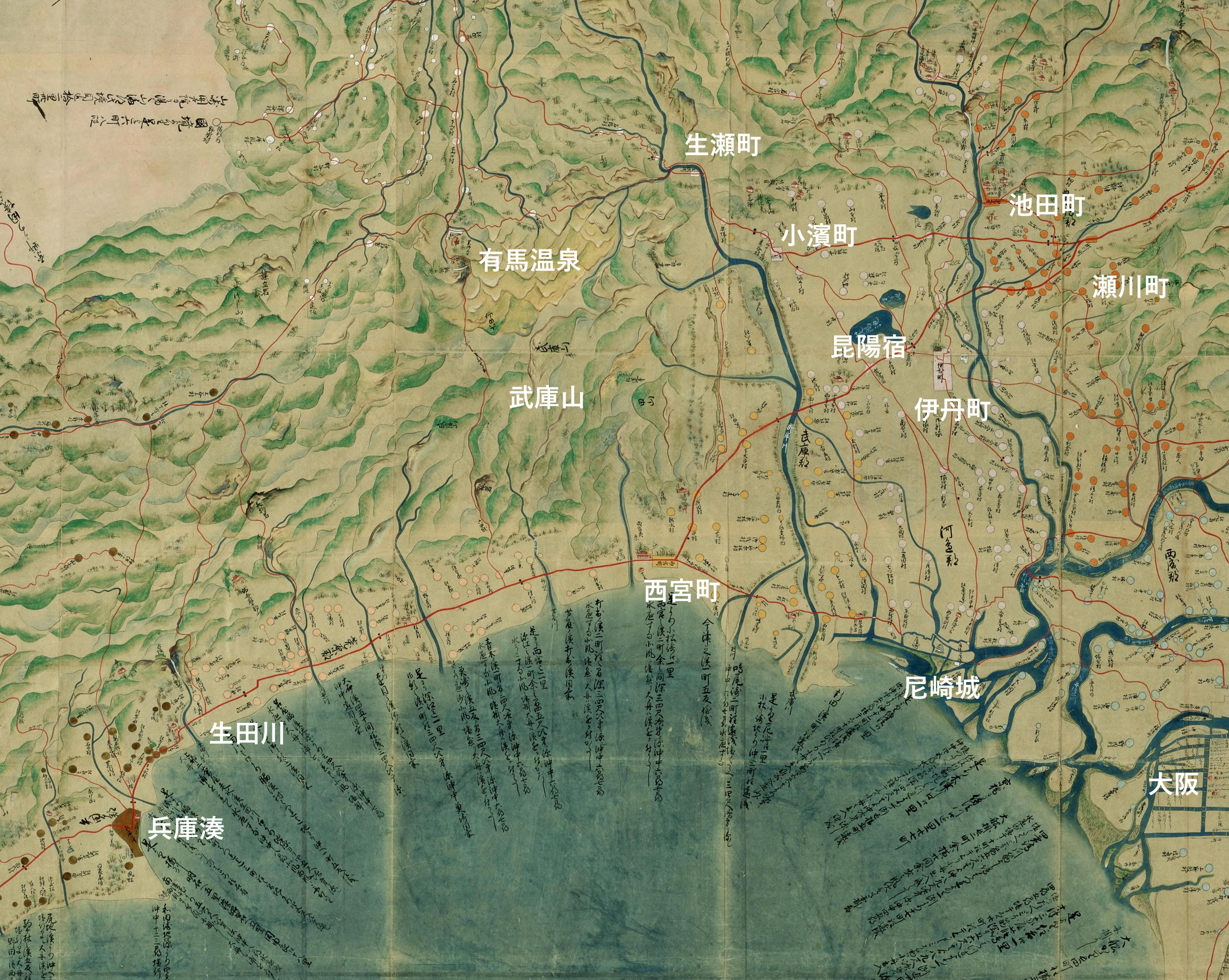
17世紀の有馬温泉周辺の地図

現在の神戸市中心部近辺から有馬や三田方面に米や干鰯を送るルートは、正規の宿駅　即ち兵庫-西宮-小濱-生瀬の各宿駅をたどる道に比べて、兵庫から直接北上する天王谷越えの上記5．の道が距離も短く安価で積送できるため地元民による運送が行われていた。このルートは兵庫駅が荷役権を有する領域内であったため、1756年（宝暦6年）に兵庫駅と輸送を行う下谷上村の間で取り決めがなされ、年間銀五十匁の口銭を兵庫駅に支払うことで公認されるようになった。
灘目地域（現在の神戸市魚崎・御影周辺）から六甲山を越えて有馬に向かう上記3.と4.の道は、正規の宿駅を全く通らず最短距離で結べる有利さから、有馬と灘の有力者が直接荷物運送を始めたが、宿駅側との間で訴訟沙汰になっている。1672年（寛文12年）に小濱・生瀬・西宮などの宿駅が、新たに開削された六甲越え間道の差し止めを願い出たのを始め、1754年（宝暦4年）には生瀬・小濱・道場河原の3駅が大坂町奉行に差し止めの訴えを起こした。1754年の件は宿駅側の「慣例に反する新規稼ぎは往還駅所の妨げになる」という主張が認められ、このルートの運送は停止となった。しかし有馬へ向かう最短コースは小濱・生瀬経由に比べて運賃も半額で済むため幕末には灘目からの運送が再開されており、生瀬駅などから再三訴訟が起こされている。
妹尾河童の小説、少年Hの作中で主人公が行軍していた道は、有馬街道である。

## 沿道施設
- 1.のルート
  - 遊女塚
  - 神崎金比羅の石灯籠
  - 猪名寺廃寺跡
  - 東リ インテリア歴史館
  - 伊丹城跡（有岡城跡）
  - 荒村寺
  - 伊丹駅 (JR西日本)
  - 市立伊丹ミュージアム
  - 金剛院
  - 伊丹市立図書館 ことば蔵
  - 猪名野神社
  - 瑞ヶ池公園
  - 鴻池稲荷
  - 近松公園
  - 久々知山広済寺
  - 須佐男神社
  - 御園古墳
  - 塚口駅 (JR西日本)
  - 塚口駅 (阪急)
  - 柏木古墳
  - ラスタホール
  - 東天神社
  - 市立伊丹病院
  - 小浜宿
  - 毫摂寺
  - 宝塚市立小浜宿資料館
  - 小浜皇大神社
  - 宝塚市立歴史民俗資料館（和田家住宅）
  - 清荒神清澄寺
  - 清荒神駅 (阪急)
  - 千吉稲荷神社
  - 生瀬皇太神社
  - 浄橋寺
  - 生瀬駅 (JR西日本)
  - 蓬萊峡
  - 善照寺
  - 舟坂山王神社
- 湊山温泉
- 祇園神社
- 天王谷IC（山麓バイパス）
- 菊水ゴルフクラブ
- 菊水山
- 天王ダム
- 鈴蘭台
- すずらんの湯
- 兵庫県立神戸甲北高等学校
- やきもち地蔵
- 箕谷出入口（阪神高速道路7号北神戸線・新神戸トンネル有料道路）
- 谷上駅（神戸電鉄有馬線）
- 唐櫃IC（六甲北有料道路）
- 藤原台
- 阪神流通センター
- 北神戸田園スポーツ公園
- あじさいスタジアム北神戸
- 神戸三田国際公園都市
- 六甲山最高峰
- 一軒茶屋
- 六甲有馬ロープウェー
- 西宮北道路船坂交差点
- 芦有ドライブウェイ有馬ゲート
- 神戸市営有馬斎場
- 住吉駅 (阪神)
- 国土交通省 近畿地方整備局 六甲砂防事務所
- 本住吉神社
- 住吉駅 (JR西日本・神戸新交通)
- 神戸住吉ありまみち商店街（旧称：有馬道商店街 住吉駅開業後有馬温泉往還主要ルートの基点となった名残の名称）
- 阪神水道企業団本庁舎
- 白鶴美術館
- 在大阪・神戸インド共和国総領事公邸
- 神戸市営甲南斎場
- 五助堰堤
- 大日霊女神社
- 深江駅 (兵庫県)
- 芦屋カンツリー倶楽部